# Bai Hao Yinzhen
Bai Hao Yinzhen é um chá branco chinês produzido principalmente em Fujian, mas também em Yunnan, com outra variedade de árvore de chá, e em Jiangxi. Seu nome significa, literalmente, agulha prateada com fios brancos, que realmente são visíveis em sua estrutura.
De entre as variedades de chá branco, está entre as mais caras e apreciadas, e sua infusão deve ser feita a uma temperatura mais baixa que 80°C, por de três a cinco minutos.